# Walewci
Walewci (bułg. Валевци) – wieś podlegająca administracyjnie pod obszar wsi Stokite, w środkowej Bułgarii, w obwodzie Gabrowo, w gminie Sewliewo. Według danych Narodowego Instytutu Statystycznego, 31 grudnia 2011 roku wieś liczyła 13 mieszkańców.